# Gisbert von Romberg II.
Freiherr Gisbert von Romberg II., auch Gisbert von Romberg (* 20. Juli 1839 in Münster, im Romberger Hof; Taufe am 23. Juli 1839 in St. Martini, Münster; † 24. November 1897 Dülmen-Buldern), war ein westfälischer katholischer Adliger aus der Familie von Romberg. Er ist die historische Vorlage für den Erfolgsroman Josef Wincklers, der 1923 unter dem Titel Der tolle Bomberg in Stuttgart erschien und 1932 sowie 1957 verfilmt wurde, und der Enkel des Freiherrn Gisbert Christian Friedrich von Romberg (Gisbert von Romberg I.).

## Leben
Auf Schloss Buldern bei Münster als erbberechtigter Sohn des königlichen Kammerherrn Clemens Conrad Franz von Romberg und dessen Ehefrau Marianne Freiin von Fürstenberg geboren, wurde Romberg standesgemäß erzogen. Er genoss zuerst Privatunterricht im heimatlichen Schloss, bevor er 1854 das Collège de St. Servais in Lüttich besuchte. Anschließend wechselte er auf das königliche Progymnasium in Linz und schloss 1858 seine Schullaufbahn auf dem Gymnasium Laurentianum in Warendorf ab.
Die Familie von Romberg, rekatholisiertes Adelsgeschlecht aus der Grafschaft Mark, gehörte zu den reichsten Familien im Königreich Preußen. Sie beteiligten sich schon früh an der angehenden Industrialisierung des Ruhrgebiets (erfolgreich im Frühkapitalismus) und besaßen Beteiligungen an Zechen.
Gisbert von Romberg, königlicher Kammerherr, Herr auf Brünninghausen, Ermelinghof, Rüdinghausen im Kreis Dortmund, Kolvenburg im Kreis Coesfeld, Westhemmerde im Kreis Hamm, übernahm 1869 im Alter von 30 Jahren die herrschaftliche Familiengewalt nach dem Tod des Vaters.
Als Offizier des 4. Kürassier-Regiments nahm er 1866 am Deutschen Krieg teil und richtete im Deutsch-Französischen Krieg 1870/71 in Brünninghausen ein Lazarett für Kriegsverwundete unter der Leitung seines Hausarztes ein.
1873 und 1890 erwarb er Güter auf der heute dänischen Insel Alsen. Gisbert verwendete einen Großteil seiner Einnahmen für den Pferdesport; auf seinem Gut Buldern züchtete er Rennpferde. Er vergab großzügige Kredite und spekulierte mit unsicheren Wertpapieren, ließ Wirte und Musikanten lange auf ihren Rechnungen sitzen und prügelte sich nach Kneipenbesuchen.
Aufsehen erregte Romberg durch einen Entmündigungsprozess. 1881 stellten Gisbert Graf von Wolff-Metternich und Clemens von Romberg vor dem Amtsgericht in Dülmen einen Antrag auf Entmündigung ihres Vetters Gisbert von Romberg wegen Trunkenheit und Verschwendungssucht, der letztendlich keinen Erfolg hatte.

## Literarische Verarbeitung
Josef Winckler verewigte den Freiherrn und seine tatsächlichen und die ihm angedichteten Exzesse in dem Roman Der tolle Bomberg, ein westfälischer Schelmenroman.